# Rhodeus amarus
Rhodeus amarus е вид лъчеперка от семейство Шаранови (Cyprinidae). Видът не е застрашен от изчезване.

## Разпространение и местообитание
Разпространен е в Австрия, Албания, Беларус, Белгия, Босна и Херцеговина, България, Германия, Гърция, Италия, Литва, Люксембург, Молдова, Нидерландия, Полша, Северна Македония, Румъния, Русия, Словакия, Словения, Сърбия, Турция, Украйна, Унгария, Франция, Хърватия, Черна гора, Чехия и Швейцария.
Обитава места с песъчлива почва и езера в райони с умерен климат.

## Описание
На дължина достигат до 9,5 cm.
Продължителността им на живот е около 5 години.